# Radbodo di Treviri
Radbodo di Treviri (IX secolo – 30 marzo 915) è stato un arcivescovo tedesco, arcivescovo dall'883 all 915 della diocesi di Treviri.

## Biografia
Nell'898 l'arcivescovo Radbodo ottenne da Sventibaldo di Lotaringia, figlio di Arnolfo di Carinzia, il privilegio della completa immunità dalle tasse per il territorio di tutta la sua diocesi. In breve tempo la sua sede acquisì forza e divenne una delle principali dell'impero. Questa concessione si deve anche grazie all'appoggio che l'arcivescovo diede al re di Lotaringia. Il sovrano, infatti, voleva incorporare nel regnum Francorum Orientalium la Lotaringia e ciò fu possibile grazie all'appoggio degli arcivescovi Ermanno I di Colonia e Radbodo di Treviri contro le resistenze della nobiltà locale.
Nell'899 diede l'incarico a Regino di Prüm di riorganizzare il monastero di San Martino, devastato dai Normanni.
Da Ludovico III ottenne, per la città di Treviri, il diritto ad una zecca autonoma e il diritto all'imposizione di dazi doganali.
Carlo il Semplice concesse il diritto di libera elezione, per la sua diocesi di Treviri, dell'arcivescovo da parte del Capitolo senza interferenze imperiali.
Grazie a questi privilegi ottenuti durante il suo episcopato la sede di Treviri, che era nata dalle donazioni dei sovrani merovingi, divenne un principato ecclesiastico.